# Họ Cá chim gai
Họ Cá chim gai hay họ Cá liệt sứa (danh pháp khoa học: Centrolophidae) là một họ cá biển, nguyên được xếp trong phân bộ Stromateoidei của bộ Perciformes nhưng gần đây được xếp lại trong bộ Scombriformes.

## Từ nguyên
Chi điển hình của họ là Centroplophus có nguồn gốc từ tiếng Hy Lạp cổ κέντρον (kéntron) nghĩa là ngòi, vòi, điểm nhọn, đinh, tâm; và λόφος (lóphos) nghĩa là mào, chỏm; để nói tới phần tia gai nhọn trên vây lưng của các loài cá trong họ này.

## Phân bố
Các vùng biển nhiệt đới và ôn đới, ngoại trừ vùng giữa Ấn Độ Dương và giữa Thái Bình Dương.

## Đặc điểm
Cá trưởng thành có vây bụng. Vây lưng liên tục, hoặc là với 0-5 gai yếu chuyển dần thành tia mềm hoặc là với 5-9 gai mập và ngắn hơn nhiều nhưng không chuyển dần thành tia mềm. Tia vây hậu môn 15-41, thường 3 trong số đó là tia gai.

## Các loài
Hiện tại người ta công nhận 31 loài trong 7 chi thuộc họ này:
- Centrolophus Lacépède, 1802: 1 loài (Centrolophus niger).
- Hyperoglyphe Günther, 1859: 6 loài.
- Icichthys Jordan & Gilbert, 1880: 2 loài.
- Psenopsis Gill, 1862: 6 loài.
- Schedophilus Cocco, 1839: 8 loài.
- Seriolella Guichenot, 1848: 6 loài.
- Tubbia Whitley, 1943: 2 loài.